# De veteraan
De veteraan is een hoorspel van Marie Luise Kaltenegger. Der Veteran werd op 21 juli 1983 uitgezonden door de Sender Freies Berlin. Loes Moraal vertaalde het en de VARA zond het uit op woensdag 16 april 1986 (met een herhaling op 30 april 1995). De regisseur was Justine van Maaren. Het hoorspel duurt 33 minuten.

## Rolbezetting
- Lou Landré (de veteraan)

## Inhoud
Psychisch en lichamelijk verminkt: zo zijn duizenden Amerikaanse Vietnamsoldaten naar hun vaderland teruggekeerd. De veteraan is het portret van een van deze soldaten, een man die weet dat hij binnenkort zal sterven: zijn levensverwachting bedraagt nog twee jaar. Het ontbladeringsmiddel "Agent Orange", dat voor de eigen oorlogsvoering werd gebruikt, heeft zijn beenmerg aangetast. Nu moet hij ervaren dat de Amerikaanse samenleving hem en zijn kameraden de rug toekeert. Men wil van de helden niets meer weten. Integendeel: nu geeft men hun, de soldaten, de schuld voor de "vuile oorlog" die hen te gronde richtte. - Het hoorspel toont de vertwijfeling. Marie Luise Kaltenegger schreef de tekst aan de hand van bandopnamen die ze in Amerika maakte.